# Březina (okres Svitavy)
Obec Březina (německy Briesen) se nachází v okrese Svitavy v Pardubickém kraji. Žije zde 341 obyvatel.

## Historie
První písemná zmínka o obci pochází z roku 1365.

## Části obce
- Březina
- Šnekov

## Pamětihodnosti
- Kaple sv. Rocha
- Cyrilometodějský smírčí kříž stojí při čp. 79